# 萨拉·普赖斯
萨拉·普赖斯（英語：Sarah Price，1979年4月19日—），英国女子游泳运动员。她曾代表英格兰参加1998年和2002年英联邦运动会游泳比赛，获得二枚金牌和三枚铜牌。她也曾参加2000年和2004年夏季奥运会。